# Acentrella insignificans
Acentrella insignificans je druh jepice z čeledi Baetidae. Přirozeně se vyskytuje ve Střední a Severní Americe, a to v severní a jihozápadní Kanadě, v severním Mexiku, na severu a jihozápadě Spojených států amerických a na Aljašce. Poprvé tento druh popsal kanadský entomolog James Halliday McDunnough v roce 1926.